# Mustapha Chahid
Mustapha Chahid, surnommé Chrif, est un ancien joueur et désormais entraîneur marocain de football.